# Kuri Kikuoka
Kuri Kikuoka (jap. 菊岡 久利 Kikuoka Kuri); właśc. Rikuo Takagi (jap. 高木陸奥男 Takagi Rikuo; ur. 8 marca 1909 w Hirosaki, zm. 22 kwietnia 1970 w Tokio) – japoński pisarz, poeta oraz krytyk z okresu Shōwa.  

## Życiorys
Kiukoka urodził się w Hirosaki w prefekturze Aomori. Jego dziadek pochodził z klasy samurajów i był urzędnikiem w hanie klanu Tsugaru, należącej do jednego z rodów feudalnych grupy tozama-daimyō i mającej swoją siedzibę w zamku Hirosaki. Od najmłodszych lat wykazywał zainteresowanie literaturą. Porzucił prestiżową szkołę Kaijo Junior & Senior High School w Tokio, gdzie uczył się języka rosyjskiego. W tamtym okresie związał się z działającym w Japonii ruchem anarchistycznym.   
Po II wojnie światowej zaczął pracować dla NHK, a później Daiei Movie Studios jako producent, gdzie współpracował ze znanym japońskim poetą Yokomitsu Riichi. W 1947 roku dołączył do założonego przez Juna Takami kręgu krytyków literackich „Nihon Miraiha" (Japońskie Społeczeństwo Przyszłości). Zaczął także pisać sztuki teatralne oraz powieści. Jego powieść Osurubeki Kodomotachi („Przerażające dzieci”) została nominowana do prestiżowej nagrody Naoki w 1949.